# Бородин, Василий Аристархович
Василий Аристархович Бородин (28 января (9 февраля) 1883, Верхнеуральский уезд, Оренбургская губерния — 1952, Китай) — русский военачальник. Генерал-майор (1921). Участник Первой мировой и Гражданской войн. Участник Белого движения.

## Биография
Происходил из оренбургских казаков. Окончил училище в 1903 году.
Во время Первой мировой войны командовал 2-й сотней 9-го Оренбургского казачьего полка. Был произведён в подъесаулы.
В начале 1918 года в Верхнеуральске командовал повстанческим отрядом оренбургских казаков. В июне — октябре 1919 года командовал 2-м Оренбургским казачьим полком. Был произведён в войсковые старшины, а затем — в полковники.
19 июля 1919 года «За отличие в делах против неприятеля» был награждён орденом Святого Владимира 3-й степени с мечами.
В 1920 году в Дальневосточной армии командовал 1-м Оренбургским казачьим полком отдельной Оренбургской казачьей бригады, с мая 1921 года которую принял в своё подчинение.
13 октября 1921 года был назначен командующим 1-м Сводно-казачьим корпусом вооружённых сил Временного Приамурского правительства.
Член Земского собора, проходившего в Приморье в июле 1922 года.
8 августа 1922 года принял должность командующего Сибирской казачьей группы.
В эмиграции сначала проживал в Китае.